# Delhi (Iowa)
Delhi is een plaats (city) in de Amerikaanse staat Iowa, en valt bestuurlijk gezien onder Delaware County.

## Demografie
Bij de volkstelling in 2000 werd het aantal inwoners vastgesteld op 458. In 2006 is het aantal inwoners door het United States Census Bureau geschat op 504, een stijging van 46 (10,0%).

## Geografie
Volgens het United States Census Bureau beslaat de plaats een oppervlakte van 2,6 km², waarvan 2,5 km² land en 0,1 km² water. Delhi ligt op ongeveer 661 m boven zeeniveau.

## Plaatsen in de nabije omgeving
De onderstaande figuur toont nabijgelegen plaatsen in een straal van 16 km rond Delhi.